# Johan Fahlén
Johan Fahlén, född 27 mars 1826 i Multrå församling, Västernorrlands län, död där 20 februari 1907, var en svensk grosshandlare och riksdagspolitiker.
Fahlén var ledamot av Riksdagens andra kammare under en kortare period.